# (7875) 1991 ES1
1991 إي أس 1 (ويعرف أيضًا باسم (7875) 1991 إي أس 1 وفق تسمية الكوكب الصغير) (بالإنجليزية: 1991 ES1)‏ هو كويكب ضمن حزام الكويكبات؛ وترتيبه 7875 من حيث الاكتشاف.
اكتُشف هذا الجُرم الفلكي بواسطة هيروشي كانيدا في 7 مارس 1991.

## وصلات خارجية
- (7875) 1991 ES1 في قاعدة بيانات مختبر الدفع النفاث لأجرام النظام الشمسي الصغيرة

- الاكتشاف · مخطط المدار ·  العناصر المدارية · المعلمات المادية

- (7875) 1991 ES1 على موقع ويكي سكاي: DSS2, SDSS, GALEX, IRAS, Hydrogen α, X-Ray, Astrophoto, Sky Map, Articles and images